# Федерали (фільм, 1988)
Агенти ФБР (Федерали) — американська комедія 1988 року, сценаристом і режисером якої є Деном Голдбергом, а в головні ролі зіграли із Ребекка Де Морней і Мері Гросс. Сюжет розповідає про двох жінок, колишню морську піхотинку Еллі та випускницю коледжу Брін Мор Дженіс, які прагнуть стати агентами ФБР і вступити до навчального центру у Квантіко. У фінальних титрах вказано, що справжнє ФБР не підтримує фільм і жодним чином не допомагало виробництву.

## Сюжет
Еллі ДеВітт — ветеран морської піхоти США, яка хоче стати агентом ФБР . Хоча вона має чудові фізичні дані, вона не справляється на академічному рівні. І навпаки, її сусідка по кімнаті Дженіс Цукерман дуже розумна, але фізично дуже слабка. Долаючи упереджене ставлення чоловіків-новобранців про них, Еллі та Дженіс об'єднуються, щоб допомогти одне одному пройти базову підготовку і щоб обидві могли стати федеральними агентами.